# Ochyrocera fagei
Ochyrocera fagei là một loài nhện trong họ Ochyroceratidae. Loài này phân bố ở México.